# MICE
MICE（マイス）は、Meeting（会議・研修）、Incentive travel/tour（研修旅行）、Convention（コンベンション）、Exhibition（展示会）またはEvent（イベント）の4つの頭文字を合わせた造語で、多くの集客交流が見込まれるビジネスイベントなどを指す総称である。
MICEの開催は開催地域を中心に大きな経済波及効果を生み出し、会議開催、宿泊、飲食、観光などの経済・消費活動の裾野が広く、また滞在期間が比較的長いため、一般的な観光客以上に周辺地域への経済効果を生み出すことが期待されている。

## 特徴など
一般的な観光旅行より経済波及効果が大きく、ビジネス・イノベーションの機会を創造し、国・都市の競争力を向上させる効果がある。統合型リゾートの核となる施設群となる。
歴史的に国際会議は国際団体の本部の多いヨーロッパで多く、コンベンション産業はアメリカ合衆国で盛んである。アジア・太平洋地域でも経済発展により展示会や見本市が拡大するとともに、各国で展示場や会議場（コンベンション・センター）などMICEに関連する施設の整備が進んでいる。
日本では、国際会議を中心に観光庁や日本政府観光局による促進が行われ、各地には誘致・支援組織としてコンベンション・ビューローがある。